# Председник Мозамбика
Председник Мозамбика (порт. Presidente de Moçambique) најважнија је политичка функција у политичком систему афричке државе Мозамбик. По Уставу Мозамбика председник је шеф државе, врховни командант оружаних снага и симбол националног јединства. Бира се директним гласањем на изборима на период од пет година, уз могућност једног реизбора. У случају да ни један од кандидата на председничким изборима не освоји више од 50% гласова бирача, председник се бира у другом кругу гласања где учествују два кандидата са највише гласова из првог круга, а победник је кандидат са више освојених гласова. Председник бира премијера.
Функција Председника Мозамбика успостављена је након стицања независности земље, 25. јуна 1975. године. Седиште председника се налази у Мапуту, у палати „Понта вермеља” (порт. Palácio da Ponta Vermelha).

## Списак председника Мозамбика
| №                          | Слика                      | Име (Године рођења и смрти)           | Трајање мандата            | Трајање мандата            | Политичка партија          |
| Народна Република Мозамбик | Народна Република Мозамбик | Народна Република Мозамбик            | Народна Република Мозамбик | Народна Република Мозамбик | Народна Република Мозамбик |
| -------------------------- | -------------------------- | ------------------------------------- | -------------------------- | -------------------------- | -------------------------- |
| 1.                         |                            | Самора Машел (1933–1986) порт.        | 25. јун 1975.              | 19. октобар 1986.†         | ФРЕЛИМО                    |
| —                          |                            | Политбиро Централног комитета ФРЕЛИМО | 19. октобар 1986.          | 6. новембар 1986.          | ФРЕЛИМО                    |
| 2.                         |                            | Жоаким Чисано (1939–) порт.           | 6. новембар 1986.          | 1. децембар 1990.          | ФРЕЛИМО                    |
| Република Мозамбик         |                            |                                       |                            |                            |                            |
| (2)                        |                            | Жоаким Чисано (1939–)                 | 1. децембар 1990.          | 2. фебруар 2005.           | ФРЕЛИМО                    |
| 3.                         |                            | Армандо Гебуза (1943–) порт.          | 2. фебруар 2005.           | 15. јануар 2015            | ФРЕЛИМО                    |
| 4.                         |                            | Филипе Њуси (1959–) порт.             | 15. јануар 2015.           | 15. јануар 2025.           | ФРЕЛИМО                    |
| 5.                         |                            | Данијел Чапо (1977–) порт.            | 15. јануар 2025.           | Тренутно                   | ФРЕЛИМО                    |